# Cava a filo
L'ex Cava a filo è una cava in disuso e un sito paleontologico del Pleistocene superiore, ubicata nel comune di San Lazzaro di Savena, in località Croara sulla collina denominata Il Castello, all'interno del Parco dei Gessi Bolognesi e Calanchi dell'Abbadessa.
Il nome del giacimento deriva dallo sfruttamento a fini economici della roccia di gesso affiorante; i piastroni di gesso venivano tagliati con la tecnica del filo elicoidale.
Nel corso dell'attività estrattiva sono venuti alla luce resti di ossa appartenenti a specie estinte.
Tra i resti rinvenuti nella ex cava anche quelli del lupo, che permettono di chiarire ulteriormente la domesticazione e l'evoluzione verso il cane.

## Il paleoinghiottitoio

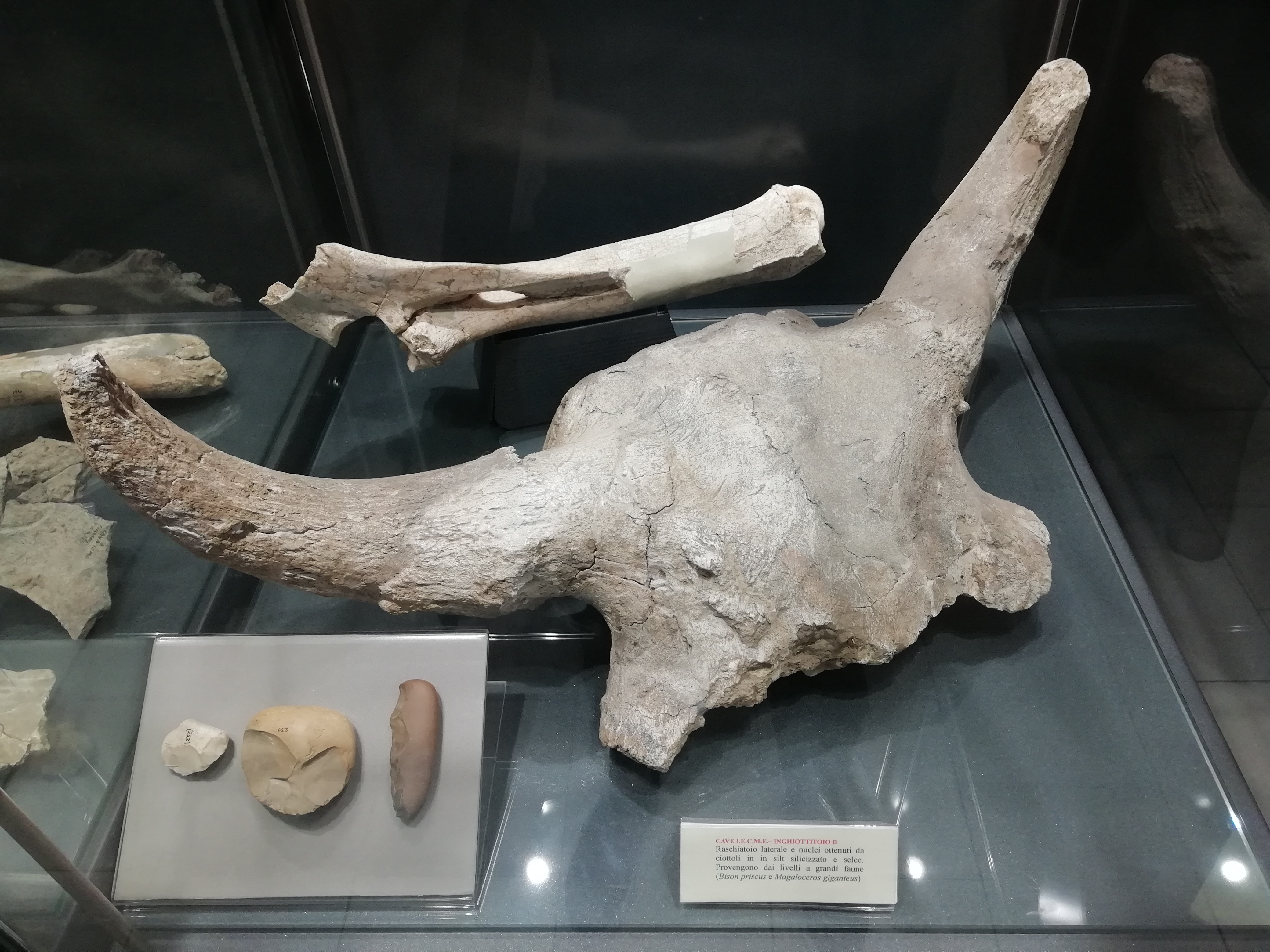
Cranio di bisonte preistorico (Bison priscus), raschiatoio laterale e nuclei ricavati da ciottoli in silt silicizzato e selce, ritrovati nello stesso livello delle grandi faune (Bison priscus e Megaloceros giganteus), provenienti dall'inghiottitoio B del deposito Cave IECME. (Coll. Museo della preistoria "Luigi Donini")

L'inghiottitoio fossile si è originato dallo sciogliersi del gesso messiniano, il quale ha generato una sorta di pozzo ove gli animali (o i loro resti) cadevano, accumulandosi, sedimentandosi e stratificandosi sul fondo.
La datazione del sito varia a seconda delle profondità delle stratificazioni: dagli 11.000 anni fa degli strati superficiali, ai 20.000 anni a.C. degli strati maggiormente profondi.
I primi scavi del paleoinghiottitoio si sono succeduti negli anni sessanta (a cava ancora operativa). Studi successivi sono stati condotti dal Museo della preistoria "Luigi Donini" di San Lazzaro di Savena, a partire dal 2006 e sino al 2011.
La fauna fossile sino ad ora determinata nei diversi strati consiste in: lepre, marmotta, lupo, volpe, ermellino, tasso, cinghiale, megalocero, capriolo orientale, uro e bisonte delle steppa.
Lo studio comparato di diversi scheletri di Canis lupus hanno permesso di fare ulteriormente luce sul passaggio dal lupo al cane e sul processo di domesticazione.
Alla fauna si aggiungono resti botanici di pino e betulla, ontano, olmo e quercia.

## Cava a filo
L'estrazione del gesso, tipica della zona, fu per secoli praticata artigianalmente e a gestione familiare.
Verso la fine del XIX secolo si passò dapprima a un'attività meccanizzata e successivamente allo sfruttamento industriale.
La cava a filo della Croara entrò in funzione nel 1933. Il gesso estratto era utilizzato come materiale da costruzione.
La ex cava a filo IECME, benché bonificata e messa in sicurezza per la fruizione all'interno del Parco, conserva alcuni elementi tipici dell'estrazione del gesso tramite la tecnica del filo ed è interessante dal punto di vista dell'archeologia industriale.
L'estrazione del gesso avveniva tramite un ingegnoso sistema di fioretti e pulegge. 
Il fioretto, ossia l'asta metallica con widiam ancora presente, era posto sopra ai martelli perforatori e serviva a suddividere e riquadrare i blocchi di gesso.
La puleggia, ancora in loco, permetteva al filo elicoidale di cambiare posizione durante il taglio della parete.
Come per altre cave oggi incluse nel parco, la battaglia per bloccare l'attività di escavazione iniziò negli anni sessanta, negli stessi anni dei primi rinvenimenti di reperti: i gruppi speleologici per primi, l'Unione bolognese naturalisti e il comune di San Lazzaro riuscirono nell'intento solo alla fine degli anni settanta.

## Galleria d'immagini

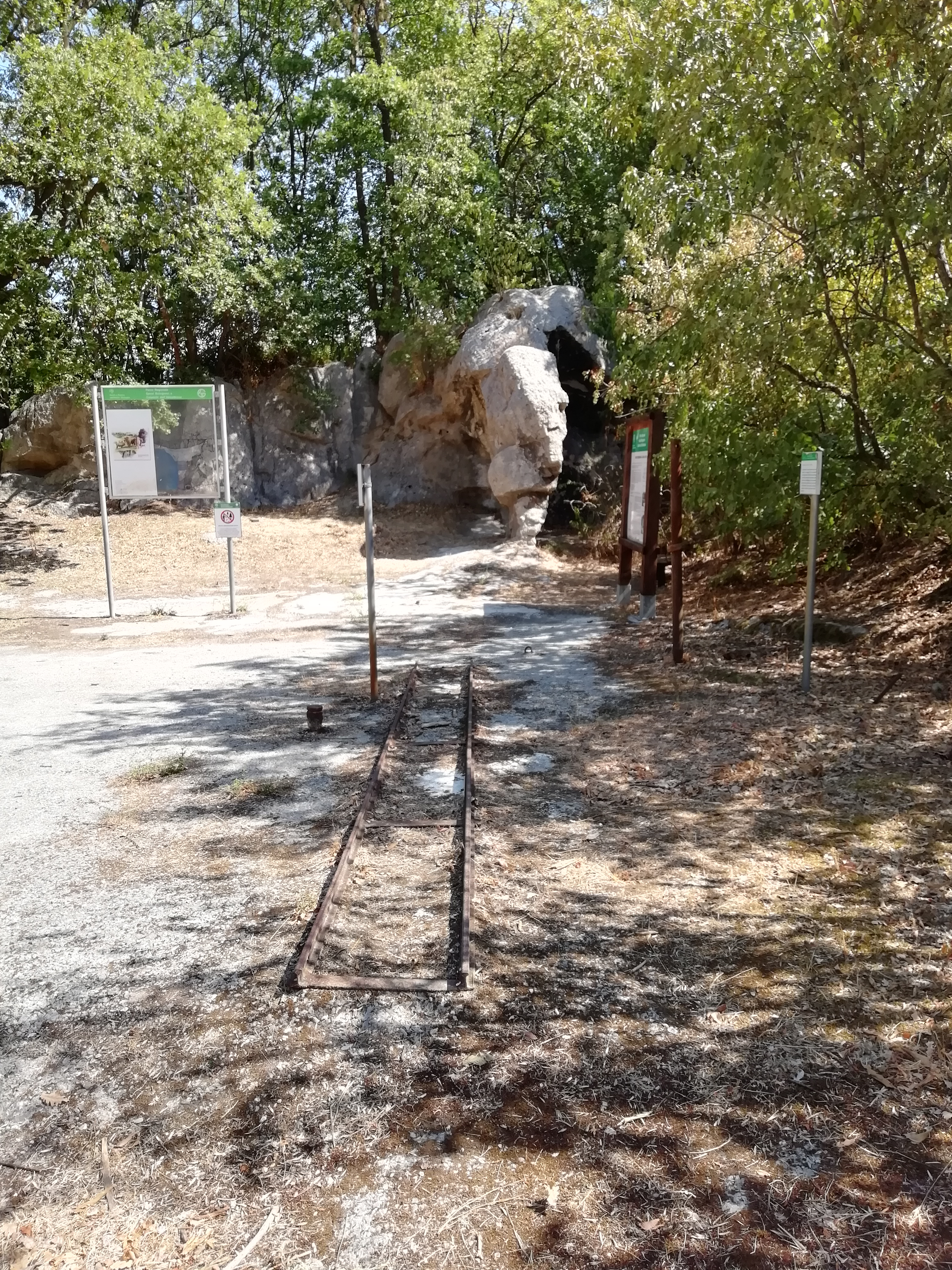
La puleggia di rinvio e il fioretto
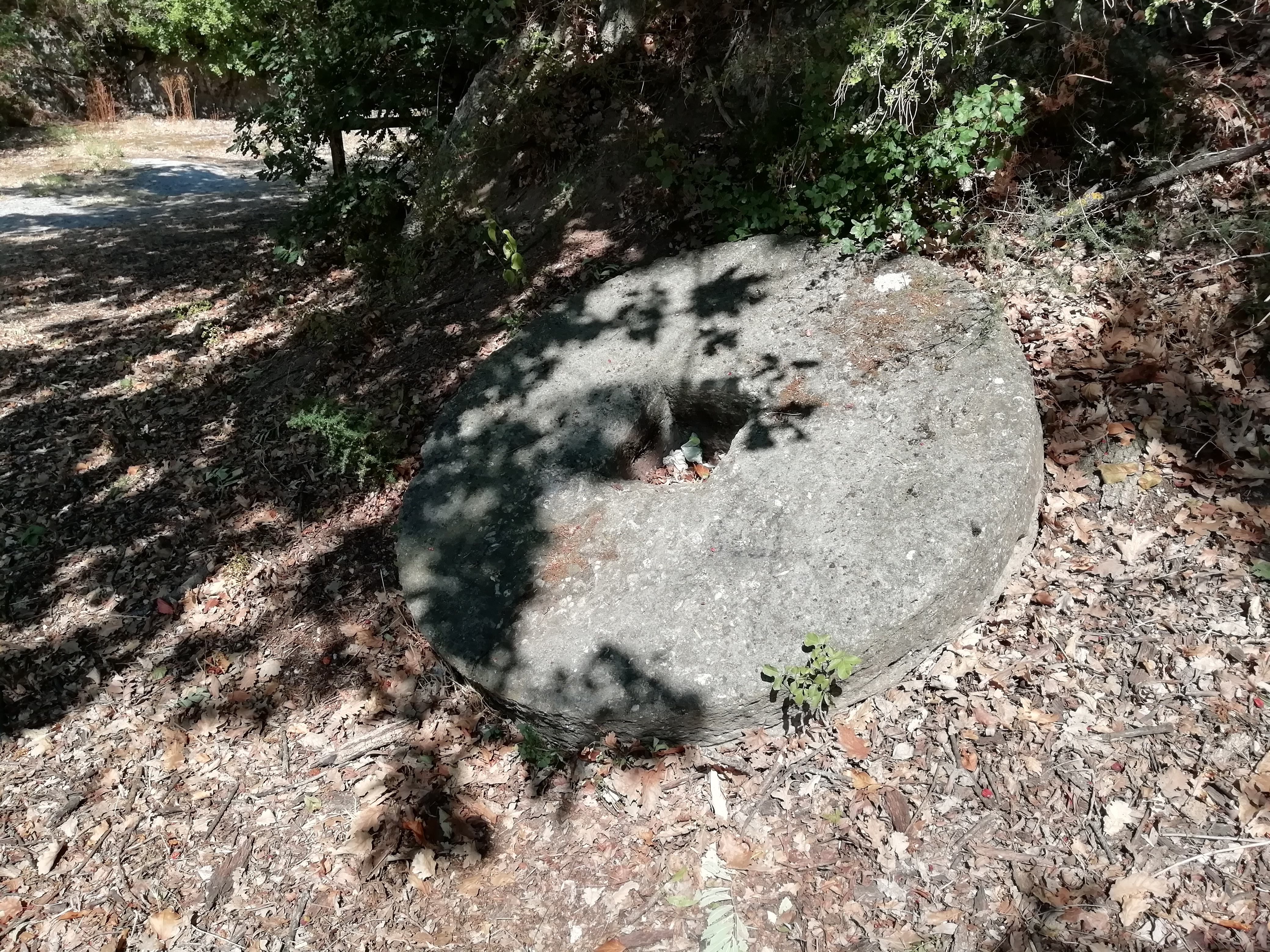
Macina nella cava
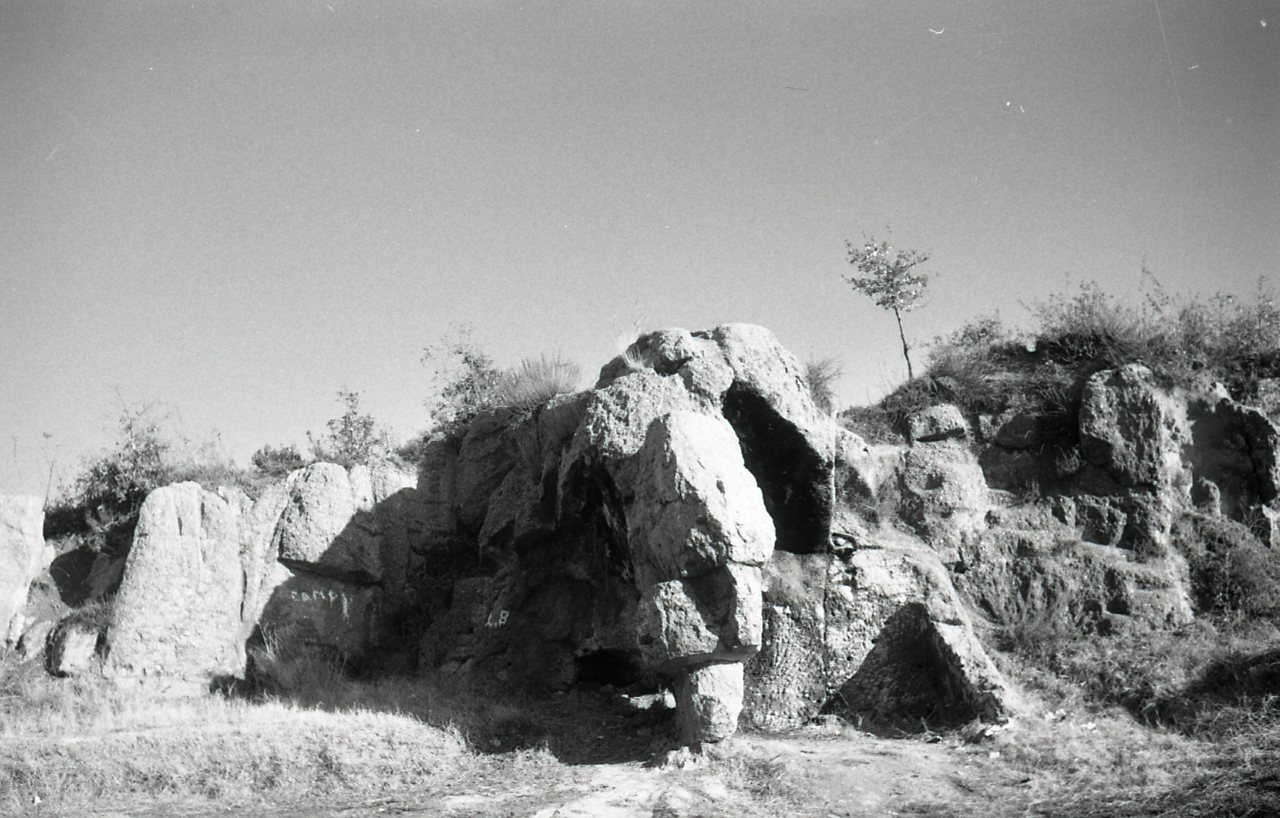
L'Arco nella cava nel 1968 (foto di Paolo Monti)
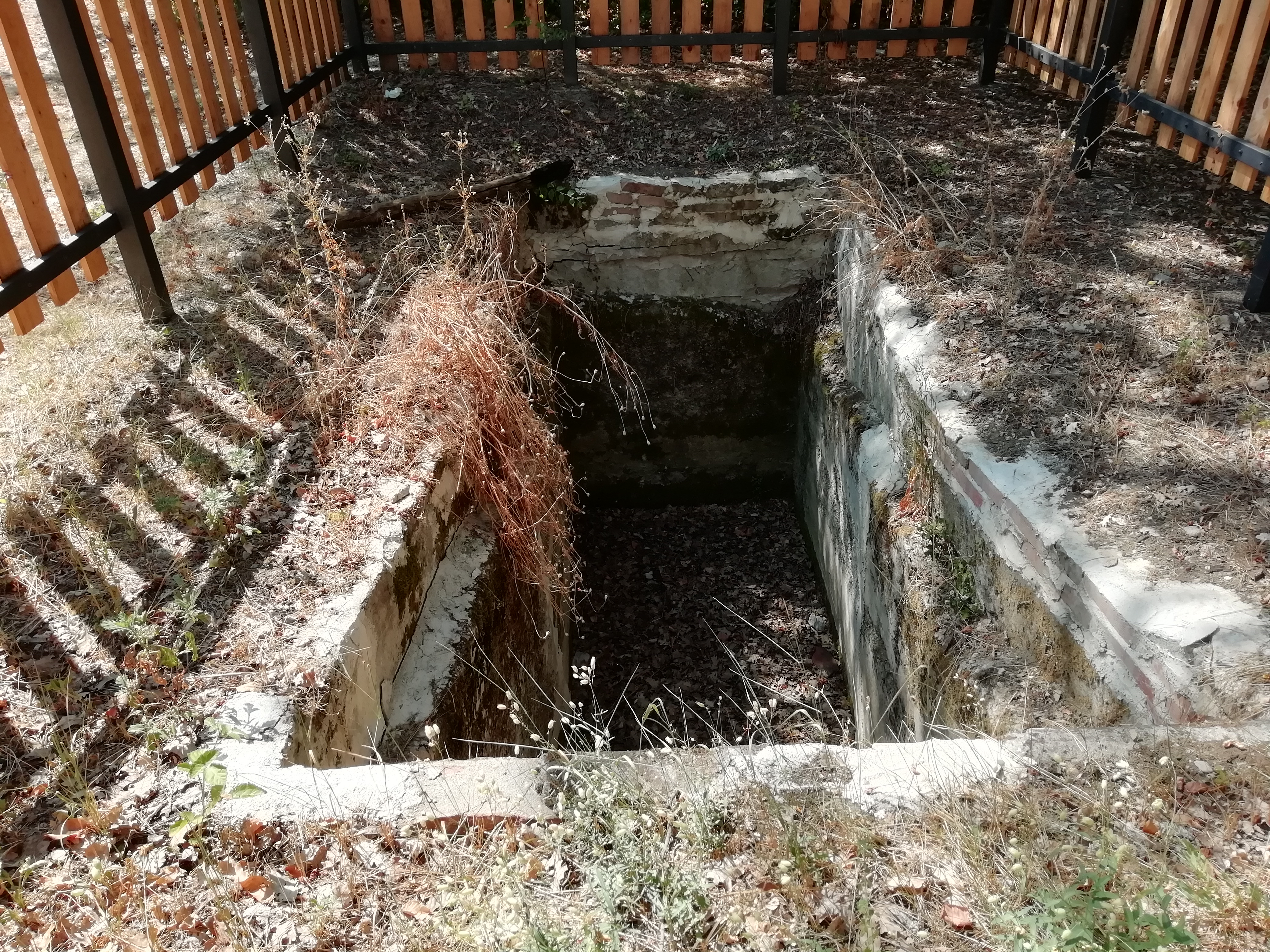
Vasca per l'acqua
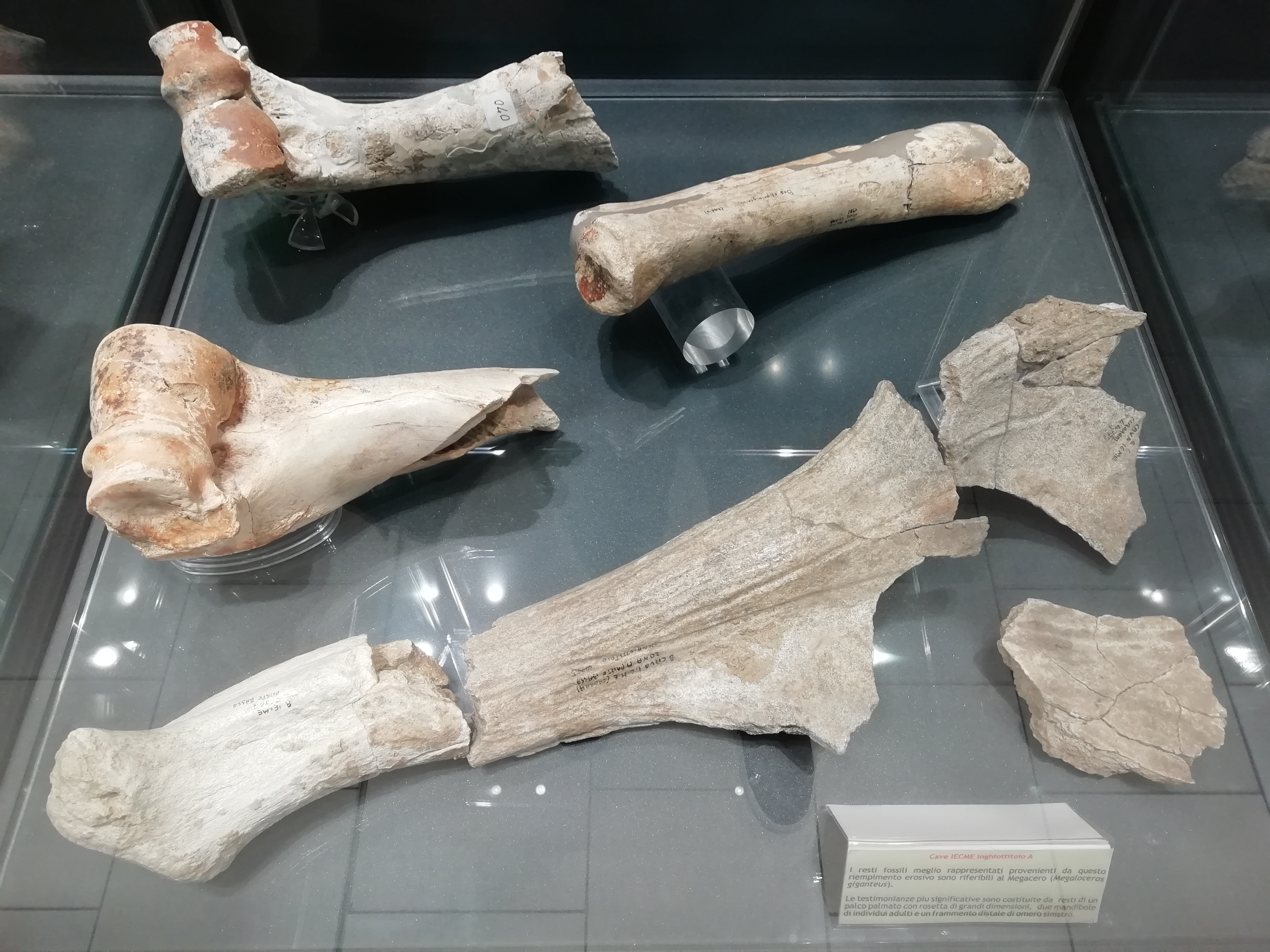
Resti fossili di un cervide (Megaloceros giganteus), proveniente dall'inghiottitoio A del deposito Cave IECME (Coll. Museo della preistoria "Luigi Donini")